# ФК «Краснодар» в еврокубках
Статья о выступлении российского футбольного клуба «Краснодар» в европейских клубных кубковых турнирах УЕФА.

## Лига Европы. С 2014 по 2018
Заняв 5-е место в чемпионате России 2013/14, клуб впервые в своей истории получил право выступать в Лиге Европы сезона 2014/15. Начав со 2-го квалификационного раунда, «Краснодар» дошёл до группового этапа, сыграв в общей сложности 12 игр (6 побед, 3 ничьи, 3 поражения).
Второй квалификационный раунд
| 17 июля 2014 года | Калев | 0:4 (0:2) | Краснодар                                            | Таллин                                                       |
| 22:30 MSK |       | отчёт     | 9′ Ари · 39′ Газинский · 68′ Вандерсон · 86′ Быстров | Стадион: А. Ле Кок Арена Зрителей: 2 130 Судья: Боян Панджич |
| Калев: Стародубцев, Дударев 58', Сидоренков, Чеминава, Багужис, Машичев (Силич 53'), Тяпкин, Внуков (Квасов 81'), Мурихин (Новиков 90'), Ратников, Кабаев. · Главный тренер: Сергей Францев · Краснодар: Синицын, Енджейчик, Гранквист , Калешин, Сигурдссон, Газинский 39′, Лаборде (Быстров 45' 86′), Перейра (Померко 69'), Ахмедов, Жоаозиньо, Ари 9′ (Вандерсон 56' 68′). · Главный тренер: Олег Кононов |       |           |                                                      |                                                              |

| 24 июля 2014 года | Краснодар                                                                         | 5:0 (1:0) | Калев | Краснодар                                          |
| 20:00 MSK | Жоаозиньо 28′ · Лаборде 65′ · Вандерсон 67′ · Вандерсон (п.) 74′ · Бурмистров 76′ | отчёт     |       | Стадион: Кубань Зрителей: 5 000 Судья: Шандор Сабо |
| Краснодар: Дикань, Газинский (Ахмедов 45'), Мартынович , Сигурдссон, Быстров (Марков 68'), Перейра, Петров, Померко, Жоаозиньо 28′ (Лаборде 57' 65′), Бурмистров 76′, Вандерсон 67′ 74′. · Главный тренер: Олег Кононов · Калев: Стародубцев, Дударев, Багужис, Чеминава, Сидоренков, Тяпкин 73', Внуков (Ратников 70'), Силич (Квасов 72'), Машичев (Новиков 83'), Мурихин, Кабаев. · Главный тренер: Сергей Францев |                                                                                   |           |       |                                                    |

Третий квалификационный раунд
| 31 июля 2014 года | Диошдьёр | 1:5 (0:2) | Краснодар                                                              | Дебрецен                                                  |
| 22:30 MSK | Бача 49′ | отчёт     | 28′ Ари · 40′ Ахмедов · 51′ Перейра · 88′ (п.) Жоаозиньо · 90′ Быстров | Стадион: Надьердеи Зрителей: 2 000 Судья: Бюлент Йылдырым |
| Диошдьёр: Анталь (Радош 80'), Эперьеши (Богнар 45'), Алвес, Дебрецени (Грумич 45'), Хусич, Кадар, Гостоньи 67', Элек , Эгерсеги, Немет, Бача 49′. · Главный тренер: Томислав Сивич · Краснодар: Синицин, Енджейчик, Сигурдссон, Мартынович , Калешин, Газинский, Лаборде (Вандерсон 58'), Ахмедов 40′, Перейра 51′ (Померко 81'), Жоаозиньо 88′, Ари 28′ (Быстров 58' 90′). · Главный тренер: Олег Кононов |          |           |                                                                        |                                                           |

| 7 августа 2014 года | Краснодар                         | 3:0 (1:0) | Диошдьёр | Краснодар                                               |
| 20:00 MSK | Конате 30′ · Конате 55′ · Ари 86′ | отчёт     |          | Стадион: Кубань Зрителей: 8 800 Судья: Кристиан Дингерт |
| Краснодар: Синицын, Марков, Мартынович, Гранквист , Бурмистров, Померко, Конате 30′ 55′ (Агеев 76'), Измайлов, Лаборде (Жоаозиньо 61'), Петров, Вандерсон (Ари 61' 86′). · Главный тренер: Олег Кононов · Диошдьёр: Радош, Окука, Дебрецени, Кадар 31', Немет, Бори 41', Никхази, Марьянович (Чирски 70'), Гостоньи (Бача 70'), Эгерсеги (Богнар 39'), Такач. · Главный тренер: Томислав Сивич |                                   |           |          |                                                         |

Четвёртый отборочный раунд
| 21 августа 2014 года | Реал Сосьедад   | 1:0 (0:0) | Краснодар | Доностия-Сан-Себастьян                             |
| 22:30 MSK | Хави Прието 71′ | отчёт     |           | Стадион: Аноэта Зрителей: 26 500 Судья: Рюдди Бюке |
| Реал Сосьедад: Субикарай, Сальдуа, Мартинес, Элустондо, Де ла Белья, Каналес, Бергара, Пардо (Гранеро 67'), Хави Прието 71′, Агиррече (Вела 76'), Кастро (Сурутуса 67'). · Главный тренер: Ягоба Аррасате · Краснодар: Дикань, Енджейчик 88', Сигурдссон, Гранквист 19', Петров, Перейра (Лаборде 81' 84'), Газинский, Ахмедов, Измайлов, Ари (Вандерсон 59'), Жоаозиньо (Быстров 81'). · Главный тренер: Олег Кононов |                 |           |           |                                                    |

| 28 августа 2014 года | Краснодар                                  | 3:0 (0:0) | Реал Сосьедад | Краснодар                                              |
| 20:00 MSK | Жоаозиньо (п.) 71′ · Перейра 88′ · Ари 90′ | отчёт     |               | Стадион: Кубань Зрителей: 31 800 Судья: Шимон Марциняк |
| Краснодар: Дикань, Енджейчик, Сигурдссон, Гранквист , Калешин, Газинский (Лаборде 64'), Жоаозиньо 71′ 90+2', Ахмедов, Перейра 88′ (Аджинджал 90+3'), Измайлов (Вандерсон 53'), Ари 90′. · Главный тренер: Олег Кононов · Реал Сосьедад: Рульи (Субикарай 85'), Сальдуа, И. Мартинес 80', Элустондо 90+8', Де ла Белья 71', Бергара 76' 90+1', Хави Прието , Каналес, Пардо (Гранеро 63'), Сурутуса 56' (Вела 79'), Агиррече. · Главный тренер: Ягоба Аррасате |                                            |           |               |                                                        |

Групповой этап (Группа H)
| 18 сентября 2014 года | Лилль    | 1:1 (0:1) | Краснодар   | Вильнёв-д’Аск                                           |
| | Кьер 63′ | отчёт     | 35′ Лаборде | Стадион: Пьер Моруа Зрителей: 25 465 Судья: Лиран Лиани |
| Лилль: Эньеама, Коршиа, Баша, Кьер 63′, Суаре, Мавуба (Делаплас 45'), Бальмон (Мендеш да Граса 77'), Гуйе, Лопеш, Ориги, Ру (Фрай 45'). · Главный тренер: Рене Жирар · Краснодар: Дикань, Енджейчик 84', Сигурдссон, Гранквист 19', Калешин, Газинский 62', Ахмедов, Измайлов (Быстров 69' 78' (Бурмистров 86')), Перейра, Лаборде 35′ (Вандерсон 70'), Ари. · Главный тренер: Олег Кононов |          |           |             |                                                         |

| 2 октября 2014 года | Краснодар | 1:1 (1:0) | Эвертон   | Краснодар                                            |
| | Ари 43′   | отчёт     | 82′ Это'о | Стадион: Кубань Зрителей: 28900 Судья: Хюсейин Гечек |
| Краснодар: Дикань, Енджейчик, Сигурдссон, Гранквист , Калешин, Газинский, Измайлов (Вандерсон 64'), Ахмедов, Перейра (Петров 84'), Лаборде (Мамаев 70'), Ари 43′. · Главный тренер: Олег Кононов · Эвертон: Ховард, Хибберт, Ягелка , Стоунз, Бейнс, Гибсон, Барри, Макгиди, Осман, Атсу (Лукаку 45' 56'), Это'о 82′. · Главный тренер: Роберто Мартинес |           |           |           |                                                      |

| 23 октября 2014 года | Краснодар                          | 2:4 (0:1) | Вольфсбург                                                                   | Краснодар                                         |
| | Гранквист (п.) 51′ · Вандерсон 86′ | отчёт     | 37′ (авт.) (аг) Гранквист · 46′ Де Брёйне · 64′ Луис Густаво · 80′ Де Брёйне | Стадион: Кубань Зрителей: 22500 Судья: Артур Диаш |
| Краснодар: Дикань, Енджейчик, Сигурдссон 56', Гранквист 37′ (авт.) 51′, Калешин, Газинский (Петров 80'), Лаборде 73', Ахмедов, Перейра (Аджинджал 68'), Мамаев (Вандерсон 68' 86′), Ари. · Главный тренер: Олег Кононов · Вольфсбург: Бенальо , Юнг, Кнохе, Налду 51', Шефер, Гилавоги, Луис Густаво 64′, Перишич (Виейринья 61'), Де Брёйне 46′ 80′ (Арнольд 86'), Калиджури, Олич (Дост 78'). · Главный тренер: Дитер Хеккинг |                                    |           |                                                                              |                                                   |

| 6 ноября 2014 года | Вольфсбург                                                            | 5:1 (0:0) | Краснодар     | Вольфсбург                                                      |
| | Хант 47′ · Хант 57′ · Гилавоги 73′ · Бентнер (п.) 89′ · Бентнер 90+1′ | отчёт     | 72′ Вандерсон | Стадион: Фольксваген-Арена Зрителей: 16674 Судья: Пол Ван Букел |
| Вольфсбург: Бенальо , Треш, Кнохе, Налду, Шефер (Т. Клозе 39'), Луис Густаво, Гилавоги 73′, Виейринья, Де Брёйне 63', Перишич (Хант 45' 47′ 57′), Дост (Бентнер 75' 89′ 90+1′). · Главный тренер: Дитер Хеккинг · Краснодар: Дикань, Енджейчик, Сигурдссон 85', Гранквист , Калешин (Петров 30'), Газинский, Вандерсон 72′ (Мамаев 80'), Ахмедов, Перейра, Лаборде 39', Ари (Измайлов 71'). · Главный тренер: Олег Кононов |                                                                       |           |               |                                                                 |

| 27 ноября 2014 года | Краснодар | 1:1 (1:0) | Лилль  | Краснодар                                           |
| | Ари 35′   | отчёт     | 79′ Ру | Стадион: Кубань Зрителей: 13450 Судья: Иван Кружляк |
| Краснодар: Дикань, Петров 86', Енджейчик (Мартынович 45+2'), Сигурдссон, Калешин , Мамаев (Вандерсон 82' 90+3'), Измайлов (Лаборде 45'), Газинский, Перейра 56', Жоаозиньо, Ари 35′. · Главный тренер: Олег Кононов · Лилль: Эньеама, Коршиа, Баша , Розегнал 90', Берья, Делаплас (Мавуба 62'), Бальмон, Гуйе 65', Фрай (Мендеш да Граса 80'), Мартен (Роделен 67'), Ру 79′ 84'. · Главный тренер: Рене Жирар |           |           |        |                                                     |

| 11 декабря 2014 года | Эвертон | 0:1 (0:1) | Краснодар   | Ливерпуль                                                  |
| |         | отчёт     | 30′ Лаборде | Стадион: Гудисон Парк Зрителей: 20 260 Судья: Иштван Ковач |
| Эвертон: Роблес, Браунинг (Джоунс 90'), Барри, Алькарас, Гарбатт, Ледсон, Овьедо, Атсу (Доуэлл 11'), Пинар 60', Макэйлени (Лонг 80'), Коне 43'. · Главный тренер: Роберто Мартинес · Краснодар: Синицын, Петров, Сигурдссон 81', Гранквист 2', Калешин, Газинский, Лаборде 30′ (Бурмистров 73'), Перейра, Измайлов, Жоаозиньо (Агеев 90+1'), Вандерсон. · Главный тренер: Олег Кононов |         |           |             |                                                            |

Заняв 3-е место в чемпионате России 2014/15, клуб получил право выступать в Лиге Европы сезона 2015/16, начав с 3-го квалификационного раунда. Выйдя в групповой этап, «Краснодар» одержал четыре победы при одной ничьей и одном поражении. Этот результат обеспечил команде первое место в группе и первую в истории клуба «еврокубковую весну». В 1/16 финала «Краснодар» уступил в двухматчевом противостоянии чешской «Спарте» и выбыл из борьбы за кубок.
Третий квалификационный раунд
| 30 июля 2015 года | Краснодар                       | 2:0 (1:0) | Слован | Краснодар                                            |
| 20:00 MSK | Гранквист 45′ · Мамаев 59′ (п.) | отчёт     |        | Стадион: Кубань Зрителей: 16000 Судья: Халис Озкахья |
| Краснодар: Дикань, Енджейчик, Гранквист 45′, Сигурдссон, Калешин, Газинский (Страндберг 81'), Перейра, Мамаев 56' 59′ (Ахмедов 68'), Вандерсон, Смолов (Лаборде 62'), Ари. · Тренер: Олег Кононов · Слован: Муха, Котула, Салата, Гудак, Поданы, Гонсалес (Штефаник 80'), Секулич, Месарош (Оршула 60'), Милинкович , Зреляк (Кубик 73'), Виттек. · Тренер: Душан Титтел |                                 |           |        |                                                      |

| 6 августа 2015 года | Слован                               | 3:3 (0:2) | Краснодар                                       | Братислава                                   |
| 21:15 MSK | Виттек 54′ · Виттек 60′ · Виттек 77′ | отчёт     | 8′ (п.) Мамаев · 11′ Мамаев · 90+3′ (п.) Смолов | Стадион: Пасиенки Судья: Себастьен Дельферье |
| Слован: Муха, Горосито, Салата, Гудак, Поданы, Гонсалес (Штефаник 81'), Секулич, Пелтьер 33' (Месарош 45' 55'), Милинкович , Кубик (Оршула 74'), Виттек 54′ 60′ 77′. · Тренер: Душан Титтел · Краснодар: Дикань, Енджейчик, Гранквист , Сигурдссон, Петров, Газинский 58' (Страндберг 64' 72'), Лаборде (Вандерсон 78'), Ахмедов, Мамаев 8′ 11′ (Торбинский 45'), Смолов 90+3′, Ари. · Тренер: Олег Кононов |                                      |           |                                                 |                                              |

Раунд плей-офф
| 20 августа 2015 года | Краснодар                                                                                  | 5:1 (2:1) | ХИК       | Краснодар                                              |
| 20:00 MSK | Ояла, 8′ (авт.) АГ · Мамаев, 10′ (п.) · Смолов, 57′ (п.) · Вандерсон, 62′ · Газинский, 64′ | отчёт     | 18′ Яллоу | Стадион: Кубань Зрителей: 15 425 Судья: Марио Страхоня |
| Краснодар: Дикань, Калешин, Гранквист , Сигурдссон, Петров, Страннберг, Газинский 64′, Ахмедов (Ари 58'), Быстров 43' (Вандерсон 58' 62′), Мамаев 10′, Смолов 57′ (Торбинский 74'). · Тренер: Олег Кононов · ХИК: Эрлунд, Баа (Хейккиля 60'), Ояла 8′ (авт.) 56', Хейккинен , Пейпонен, Ги Мусси, Шюллер 68', Зенели 16', Менди (Малоло 84'), Танака (Колехмайнен 22'), Яллоу 18′. · Тренер: Мика Лехкосуо |                                                                                            |           |           |                                                        |

| 27 августа 2015 года | ХИК | 0:0   | Краснодар | Хельсинки                            |
| 20:00 MSK |     | отчёт |           | Стадион: Сонера Судья: Феликс Цвайер |
| ХИК: Дене, Лехтинен, Ояла (Хейккенен 64'), Хейккиля, Пейпонен, Шюллер 36', Ги Мусси , Клинга (Лингман 77'), Зенели, Менди 44', Джаллоу (Танака 68'). · Тренер: Мика Лехкосуо · Краснодар: Дикань , Калешин (Енджейчик 70' 90+1'), Гранквист, Сигурдссон, Петров, Страннберг, Торбинский 69', Ахмедов, Марков, Вандерсон (Лаборде 67'), Ари (Смолов 75'). · Тренер: Олег Кононов |     |       |           |                                      |

Групповой этап (Группа C)
| 17 сентября 2015 года | Боруссия (Дортмунд)          | 2:1 (1:1) | Краснодар  | Дортмунд                                                       |
| 20:00 MSK | Гинтер 45′ · Пак Чу Хо 90+3′ | отчёт     | 12′ Мамаев | Стадион: Сигнал Идуна Парк Зрителей: 55 200 Судья: Лиран Лиани |
| Боруссия (Дортмунд): Вайденфеллер, Гинтер 45+1′, Хуммельс , Папастатопулос, Шмельцер (Кагава 45' 80'), Пак Чу Хо 90+3′, Гюндоган 85', Кастро (Вайгль 61'), Янузай, Мхитарян, Обамеянг (А. Рамос 72'). · Тренер: Томас Тухель · Краснодар: Дикань, Енджейчик 20', Сигурдссон, Гранквист , Страннберг, Петров, Каборе 8' (Газинский 70'), Ахмедов, Перейра (Лаборде 60' 73'), Мамаев 12′ (Ари 81'), Смолов. · Тренер: Олег Кононов |                              |           |            |                                                                |

| 1 октября 2015 года | Краснодар                 | 2:1 (1:0) | Габала   | Краснодар                                            |
| 22:05 MSK | Вандерсон 8′ · Смолов 84′ | отчёт     | 51′ Додо | Стадион: Кубань Зрителей: 8 901 Судья: Марцин Борски |
| Краснодар: Синицын, Енджейчик 73', Страннберг, Гранквист 82', Калешин, Газинский (Жоаозиньо 76'), Ахмедов 87', Каборе, Мамаев (Лаборде 66'), Вандерсон 8′, Ари (Смолов 60' 84′). · Тренер: Олег Кононов · Габала: Безотосный 82', Рикардиньо, Вернидуб, Станкович 80', Дашдамиров, Гай, Меса (Садыгов 45' 88' (Заргаров 90')), Антонов (Зец 74'), Зенев, Додо 51′, Ф. Перейра 45'. · Тренер: Роман Григорчук |                           |           |          |                                                      |

| 22 октября 2015 года | ПАОК | 0:0   | Краснодар | Салоники                                                |
| 22:05 MSK |      | отчёт |           | Стадион: Тумба Зрителей: 9 325 Судья: Стефан Юханнессон |
| ПАОК: Гликос, Скондрас, Малезас, Мигел Витор (Леовац 46'), Рикарду Кошта, Жайру да Силва 63' , Родригеш, Пелкас (Мак 72'), Атанасиадис (Бербатов 57'), Каче, Сабо. · Тренер: Игор Тудор · Краснодар: Дикань, Енджейчик 19' , Калешин, Страннберг, Гранквист , Лаборде, Жоаозиньо, Каборе, Торбинский (Газинский 82'), Ахмедов (Мамаев 65'), Смолов (Ари 63'). · Тренер: Олег Кононов |      |       |           |                                                         |

| 5 ноября 2015 года | Краснодар                    | 2:1 (1:0) | ПАОК      | Краснодар                                             |
| 21:00 MSK | Ари 33′ · Жоаозиньо 67′ (п.) | отчёт     | 90+1′ Мак | Стадион: Кубань Зрителей: 15 550 Судья: Арнолд Хантер |
| Краснодар: Дикань, Калешин (Мамаев 69'), Петров 84', Жоаозиньо 67′, Гранквист , Сигурдссон, Лаборде (Смолов 62'), Торбинский 62', Ахмедов (Газинский 77'), Ари 33′ 85', Каборе. · Тренер: Олег Кононов · ПАОК: Гликос, Скондрас, Малезас, Кошта 43', Голаса (Атанасиадис 68'), Тзавеллас (Кициу 81'), Тзиолис , Харисис, Родригеш, Сабо (Пелеас 58'), Мак 90+1′. · Тренер: Игор Тудор |                              |           |           |                                                       |

| 26 ноября 2015 года | Краснодар      | 1:0 (1:0) | Боруссия (Дортмунд) | Краснодар                                               |
| 19:00 MSK | Мамаев 2′ (п.) | отчёт     |                     | Стадион: Кубань Зрителей: 30 150 Судья: Сердар Гёзюбююк |
| Краснодар: Дикань, Енджейчик 57', Калешин, Гранквист , Сигурдссон, Мамаев 2′ (Лаборде 84'), Смолов, Ахмедов (Торбинский 85'), Перейра 17' (Газинский 74'), Ари 90+4', Каборе 53'. · Тренер: Олег Кононов · Боруссия (Дортмунд): Вайденфеллер, Пищек (Гинтер 80'), Шмельцер, С. Бендер, Хуммельс 1', Хофманн (Янузай 68'), Мхитарян, Кастро, Рамос, Гюндоган, Вайгль (Ляйтнер 86'). · Тренер: Томас Тухель |                |           |                     |                                                         |

| 10 декабря 2015 года | Габала | 0:3 (0:2) | Краснодар                                       | Баку                                                       |
| 21:00 MSK |        | отчёт     | 26′ Сигурдссон · 41′ Перейра М. · 76′ Вандерсон | Стадион: Баксель Арена Зрителей: 3 000 Судья: Иштван Ковач |
| Габала: Попович, Дашдамиров, Рикардинью, Рафаэл Сантос, Додо 25', Зенев (Заргаров 57'), Ф. Перейра (Зец 61'), Антонов, Гай (Садыгов 76'), Меса. · Тренер: Роман Григорчук · Краснодар: Дикань, Калешин (Лаборде 65'), Петров, Гранквист , Сигурдссон 26′, Жоаозиньо, Каборе 9', Мамаев, Ахмедов, М. Перейра 41′ (Газинский 69'), Вандерсон 76′ (Смолов 76'). · Тренер: Олег Кононов |        |           |                                                 |                                                            |

1/16 финала
| 18 февраля 2016 года | Спарта   | 1:0 (0:0) | Краснодар | Прага                                                          |
| 23:05 MSK | Юлиш 64′ | отчёт     |           | Стадион: Дженерали Арена Зрителей: 14 120 Судья: Славко Винчич |
| Спарта: Бичик, Загустел, Намойнесу, Брабец 90+4', Холек, Крейчи, Дочкал (Матейовски 80'), Фатаи (Йирачек 89'), Ваха, Маречек, Юлиш 64′ (Т. Конате 78'). · Тренер: Зденек Щасны · Краснодар: Дикань, Калешин 30', Петров, Гранквист , Сигурдссон, Ахмедов, Перейра (Газинский 66'), Жоаозиньо (Быстров 82'), Мамаев 67', Ари, Смолов (Вандерсон 68'). · Тренер: Олег Кононов |          |           |           |                                                                |

| 25 февраля 2016 года | Краснодар | 0:3 (0:0) | Спарта                               | Краснодар                                                 |
| 21:00 MSK |           | отчёт     | 51′ Маречек · 57′ Фридек · 70′ Фатаи | Стадион: Кубань Зрителей: 15 000 Судья: Стефан Юханнессон |
| Краснодар: Дикань, Калешин, Петров, Страннберг, Гранквист , Каборе 23' , Ахмедов, Перейра 45' (Вандерсон 62'), Мамаев (Жоаозиньо 62'), Ари, Смолов 72' (Торбинский 75'). · Тренер: Олег Кононов · Спарта: Бичик, Загустел, Намойнесу, Брабец 90+4', Холек, Фридек 57′, Крейчи, Дочкал (Т. Конате 84'), Фатаи 64' 70′ (Юлиш 76'), Ваха, Маречек 41' 51′ (Матейовски 79'). · Тренер: Зденек Щасны |           |           |                                      |                                                           |

Заняв 4-е место в чемпионате России 2015/16, клуб снова получил право выступать в Лиге Европы сезона 2016/17, начав с 3-го квалификационного раунда. Пробившись в групповой этап, «Краснодар» одержал 2 победы, 1 ничью, 3 поражения и со 2го места вышел в 1/16 финала, где встретился с турецким клубом «Фенербахче». В результате двухматчевого противостояния «Краснодар» одержал победу с общим счётом 2:1 и пробился в следующую стадию еврокубка. На стадии 1/8 соперником «горожан» стала испанская «Сельта», которой «Краснодар» уступил с общим счётом 1:4 и закончил свой евросезон.
Третий квалификационный раунд
| 28 июля 2016 года | Биркиркара | 0:3 (0:1)     | Краснодар                                       | Биркиркара                                                        |
| 20:30 MSK |            | отчёт1 отчёт2 | 45+1′ Гранквист · 75′ (п.) Смолов · 89′ Лаборде | Стадион: «Хибернианс Граунд» Зрителей: 8000 Судья: Барт Фертентен |
| Биркиркара: Коприч, Бубалович, Шиберрас , Эмерсон, Димитров (Гийомье 83'), Джорджевич (Анджелкович 62'), Плут, Баяда (Темиле 62'), Зефара, Шиклуна 20' , Аттард. · Тренер: Дражен Бесек · Краснодар: Крицюк, Измайлов, Страннберг, Торбинский, Гранквист 45+1′, Газинский 7', Ари (Вандерсон 76'), Ахмедов (Жоаозиньо 83'), Перейра 39' (Лаборде 64' 89′), Енджейчик, Смолов 75′ (п.). · Тренер: Олег Кононов |            |               |                                                 |                                                                   |

| 4 августа 2016 года | Краснодар                                | 3:1 (3:0) | Биркиркара | Краснодар                                         |
| 19:30 MSK | Куасси 15′ · Жоаозиньо 37′ · Лаборде 38′ | отчёт1    | 61′ Йович  | Стадион: Кубань Зрителей: 7256 Судья: Алияр Агаев |
| Краснодар: Синицын, Страннберг, Мартынович, Торбинский (Перейра 79'), Вандерсон 90+1', Быстров, Лаборде 38′(Ари 40'), Жоаозиньо 37′, Куасси 15′ 58', Каборе (Газинский 69'), Петров. · Тренер: Олег Кононов · Биркиркара: Коприч, Эррера, Бубалович 90', Шиберрас 59', Эмерсон (Темиле 46'), Димитров 44' (Джорджевич 77'), Плут, Баяда (Йович 46' 61′), Зерафа, Аттард, Анджелкович. · Тренер: Дражен Бесек |                                          |           |            |                                                   |

Раунд плей-офф
| 18 августа 2016 года | Краснодар                                                            | 4:0 (3:0) | Партизани | Краснодар                                                |
| 19:30 MSK | Жоаозиньо (п.) 18′ · Смолов 27′ · Енджейчик 45′ · Красничи (a/г) 73′ | отчет1    |           | Стадион: Кубань Зрителей: 11575 Судья: Гедиминас Мажейка |
| Краснодар: Крицюк, Мартынович, Гранквист 38', Ари, Ахмедов (Куасси 66'), Калешин, Жоаозиньо(п.) 18′, Перейра (Газинский 61'), Енджейчик 23' 45′, Каборе, Смолов 27′ (Торбинский 76'). · Тренер: Олег Кононов · Партизани: Ходжа, Арапи, Красничи (a/г) 73′ , Батха, Барди (Фили 64'), Рамадани 60', Траши, Ибрахими (Фейзулаху 64'), Торасса, Экубан, Виля. · Тренер: Адольфо Сормани |                                                                      |           |           |                                                          |

| 25 августа 2016 года | Партизани | 0:0    | Краснодар | Тирана                                                   |
| 20:30 MSK |           | отчёт1 |           | Стадион: Elbasan Arena Зрителей: 1000 Судья: Якоб Кехлет |
| Партизани: Ходжа , Красничи, Батха, Рамадани (Бертони 22'), Траши (Ватникай 74'), Ибрахими, Торасса, Фейзулаху (Барди 64'), Атанда, Экубан, Виля. · Тренер: Адольфо Сормани · Краснодар: Синицын, Мартынович, Торбинский 45', Гранквист , Петров, Подберёзкин (Енджейчик 45'), Перейра 31'(Ахмедв 45'), Жоаозиньо, Куасси 51', Быстров, Ари (Воробьёв 64' 68'). · Тренер: Олег Кононов |           |        |           |                                                          |

Групповой этап
| 15 сентября 2016 года Группа I | Зальцбург | 0:1 (0:1)  | Краснодар     | Зальцбург                                                      |
| 22:05 MSK |           | отчёт: 1 2 | 37′ Жоаозиньо | Стадион: Ред Булл Арена Зрителей: 6507 Судья: Мирослав Зелинка |
| Зальцбург: Вальке, Уисдом (Лайнер 30' (Вандерсон 80')), Чалета-Цар, Миранда, Ульмер, Лазаро, Упамекано, Самассеку 67' (Даббур 73'), Бериша, Минамино, Сориано 90+5'. · Тренер: Оскар Гарсия · Краснодар: Крицюк, Енджейчик, Налдо, Гранквист , Петров 47' 71', Каборе 51', Куасси, Ахмедов (Газинский 62'), Подберёзкин (Лаборде 60' 86'), Жоаозиньо 37′ (Калешин 74'), Смолов. · Тренер: Игорь Шалимов |           |            |               |                                                                |

| 29 сентября 2016 года Группа I | Краснодар                                                             | 5:2 (2:1) | Ницца                       | Краснодар                                         |
| 20:00 MSK | Смолов 22′ · Жоаозиньо 33′ · Жоаозиньо (п.) 65′ · Ари 86′ · Ари 90+3′ | отчёт     | 43′ Балотелли · 71′ Сиприен | Стадион: Кубань Зрителей: 10750 Судья: Иван Бебек |
| Краснодар: Крицюк, Енджейчик, Налдо 50', Гранквист 55',Торбинский, Каборе, Подберёзкин (Лаборде 74'), Куасси, Ахмедов (Газинский 59'), Смолов 22′ (Ари 29' 86′ 86' 90+3′), Жоаозиньо 33′ 65′. · Тренер: Игорь Шалимов · Ницца: Кардиналь 69', Р. Перейра, Данте, Байс 64', Сарр, Сери 45+1', Эссерик, Козьелло (Вальтер 79'), Беланда, Балотелли 43′ (Плеа 46'), Далберт (Сиприен 66' 71′). · Тренер: Люсьен Фавр |                                                                       |           |                             |                                                   |

| 20 октября 2016 года Группа I | Краснодар | 0:1 (0:1) | Шальке 04      | Краснодар                                                  |
| 20:00 MSK |           | отчёт     | 11′ Коноплянка | Стадион: Краснодар Зрителей: 33550 Судья: Марк Клаттенбург |
| Краснодар: Крицюк, Енджейчик, Мартынович, Гранквист , Петров, Подберёзкин (Лаборде 67'), Куасси (Газинский 55' 90+3'), Каборе, Ахмедов (Мамаев 74'), Жоаозиньо, Ари. · Тренер: Игорь Шалимов · Шальке 04: Ферманн, Хёведес , Баба, Налдо 70', Настасич, Кайсара, Аого, Стамбули, Майер (Хюнтелар 77'), Коноплянка 11′ (Шёпф 67'), Ди Санто 85' (Керер 90+3'). · Тренер: Маркус Вайнцриль |           |           |                |                                                            |

| 3 ноября 2016 года Группа I | Шальке 04                  | 2:0 (2:0) | Краснодар | Гельзенкирхен                                                |
| 22:00 MSK | Кайсара 24′ · Бенталеб 28′ | отчёт     |           | Стадион: Фельтинс-Арена Зрителей: 42210 Судья: Славко Винчич |
| Шальке 04: Ферманн, Хёведес 33', Баба 18' (Колашинац 69'), Налдо, Настасич 45+1', Кайсара 24′, Аого, Стамбули, Бенталеб 28′ (Горецка 58'), Коноплянка (Шёпф 82'), Шупо-Мотинг. · Тренер: Маркус Вайнцриль · Краснодар: Крицюк, Енджейчик (Калешин 75'), Налдо, Гранквист , Петров, Подберёзкин (Лаборде 12' 53'), Куасси 73', Каборе, Перейра, Ахмедов (Измайлов 62'), Жоаозиньо. · Тренер: Игорь Шалимов |                            |           |           |                                                              |

| 24 ноября 2016 года Группа I | Краснодар  | 1:1 (0:1) | Зальцбург  | Краснодар                                             |
| 21:00 MSK | Смолов 85′ | отчёт     | 37′ Даббур | Стадион: Краснодар Зрителей: 19500 Судья: Лиран Лиани |
| Краснодар: Крицюк, Торбинский, Гранквист , Налдо, Калешин 57', Каборе, Перейра (Лаборде 58' 76'), Куасси (Газинский 46'), Жоаозиньо (Измайлов 73'), Ахмедов, Смолов 85′. · Тренер: Игорь Шалимов · Зальцбург: Вальке , Миранда, Упамекано, Самассеку, Бериша 42' (Шлагер 88'), Радошевич, Уисдом, Ульмер, Лазаро, Гулбрандсен (Хван Хи Чхан 73'), Даббур 37′. · Тренер: Оскар Гарсия |            |           |            |                                                       |

| 8 декабря 2016 года Группа I | Ницца                            | 2:1 (0:0) | Краснодар  | Ницца                                                                        |
| 22:00 MSK | Бозетти 64′ (п.) · Ле Маршан 77′ | отчёт     | 52′ Смолов | Стадион: Альянц Ривьера · Зрителей: 12722 · Судья: Сандро Шерер ( Швейцария) |
| Ницца: Бенитес, Суке (Рафетраниана 74'), Люсамба, Балотелли 26' (Бозетти 46' 64′), Ле Маршан 77′, Донис (Мау 68'), Бодмер , Боскальи, Марсель 55', Бюрне, Перро. · Тренер: Люсьен Фавр · Краснодар: Синицын, Налдо, Мартынович, Торбинский (Калешин 65'), Гранквист 41' 61', Газинский, Ахмедов, Жоаозиньо, Куасси 26', Енджейчик, Смолов 52′. · Тренер: Игорь Шалимов |                                  |           |            |                                                                              |

1/16 финала
| 16 февраля 2017 года 1/16 финала | Краснодар  | 1:0 (1:0) | Фенербахче | Краснодар                                                              |
| 19:00 MSK | Классон 4′ | отчёт     |            | Стадион: Краснодар · Зрителей: 32460 · Судья: Иван Кружляк ( Словакия) |
| Краснодар: Крицюк, Рамирес, Налдо, Мартынович, Калешин 63', Подберёзкин 42' (Перейра 70'), Каборе 48', Газинский, Классон 4′, Смолов, Вандерсон (Лаборде 65'). · Тренер: Игорь Шалимов · Фенербахче: Демирель , Озбайраклы, Нойштедтер 59', Кьер, Калдырым 50', Соуза, Потук, Топал, Ленс, Эменике (Фернандао 72'), Соу (Туфан 72'). · Тренер: Дик Адвокат |            |           |            |                                                                        |

| 22 февраля 2017 года 1/16 финала | Фенербахче | 1:1 (1:1) | Краснодар | Стамбул                                                                         |
| 20:00 MSK | Соуза 41′  | отчёт     | 7′ Смолов | Стадион: Шюкрю Сараджоглу · Зрителей: 32000 · Судья: Павел Рачковский ( Польша) |
| Фенербахче: Демирель (Фабиано 71'), Озбайраклы (Шен 71'), Кьер, Шкртел, Кёйбаши 20', Топал, Потук, Соуза 41′ 43', Ленс 45+1', ван Перси, Соу 66' (Фернандао 71'). · Тренер: Дик Адвокат · Краснодар: Крицюк, Калешин 66', Налдо, Гранквист , Рамирес, Газинский 58', Каборе 75', Подберезкин (Перейра 79' 82'), Классон, Вандерсон (Лаборде 64'), Смолов 7′. · Тренер: Игорь Шалимов |            |           |           |                                                                                 |

1/8 финала
| 9 марта 2017 года 1/8 финала | Сельта              | 2:1 (0:0) | Краснодар   | Виго                                                                   |
| 23:05 MSK | Васс 50′ · Бовю 90′ | отчёт     | 56′ Классон | Стадион: Балаидос · Зрителей: 18414 · Судья: Крейг Томсон ( Шотландия) |
| Сельта: Альварес, Мальо , Фонтас, Кабраль, Хони, Радоя, Диас, Васс 50′ (Х. Санчес 70'), Аспас, Гвидетти (Бовю 78' 90′), Систо. · Тренер: Эдуардо Бериссо · Краснодар: Крицюк, Мартынович, Налдо, Гранквист , Рамирес, Газинский, Подберёзкин (Мамаев 75'), Жигулёв (Торбинский 83'), Перейра, Классон 24' 56′, Вандерсон (Лаборде 78'). · Тренер: Игорь Шалимов |                     |           |             |                                                                        |

| 16 марта 2017 года 1/8 финала | Краснодар | 0:2 (0:0) | Сельта                | Краснодар                                                           |
| 21:00 MSK |           | отчёт     | 52′ Мальо · 80′ Аспас | Стадион: Краснодар · Зрителей: 33318 · Судья: Рюдди Бюке ( Франция) |
| Краснодар: Синицын, Мартынович, Налдо, Гранквист 43', Петров, Перейра (Лаборде 70'), Газинский 42', Каборе 21' 86', Подберёзкин (Мамаев 46'), Вандерсон 47', Классон (Жоаозиньо 60'). · Тренер: Игорь Шалимов · Сельта: Альварес, Мальо 52′, Фонтас, Кабраль, Хони, Радойя 56', Эрнандес (Бовю 86'), Васс (Х. Санчес 74'), Аспас 80′ (Ронкалья 82'), Гвидетти, Систо. · Тренер: Эдуардо Бериссо |           |           |                       |                                                                     |

Заняв 4-е место в чемпионате России 2016/17, клуб в 4-й раз в своей истории получил право выступать в Лиге Европы сезона 2017/18, начав с 3-го квалификационного раунда. В этой стадии «Краснодар» дважды победил датский клуб «Люнгбю» с общим счётом 5:2 (2:1 и 3:1) и прошёл дальше. На стадии раунда плэй-офф «Краснодар» встречался с «Црвеной Звездой» из Сербии, где сначала победил дома со счётом 3:2, а затем в гостях уступил 1:2, и по правилу выездного гола проиграл и не прошёл в групповой этап.
Третий квалификационный раунд
| 27 июля 2017 года 3 кв. раунд. Первый матч | Краснодар                      | 2:1 (0:0) | Люнгбю   | Краснодар                                                                |
| 20:00 MSK | Классон 67′ · Сулейманов 90+3′ | отчёт     | 64′ Кьер | Стадион: Краснодар · Зрителей: 20233 · Судья: Христос Николаидес ( Кипр) |
| Краснодар: Синицын, Янбаев 73', Мартынович, Гранквист , Ристич, Шишкин (Сулейманов 81' 90+3′), Перейра, Жоаозиньо (Жигулёв 63'), Классон 67′, Вандерсон Масиэл, Игнатьев (Рамирес 46'). · Тренер: Игорь Шалимов · Люнгбю: Андерсен, Браннруп 34', Лунн Йенсен, Гулльдборг Кристенсен, Лумб, Кац Бойсен, Эрнсков , Кристьянсен (Матиас Расмуссен 84'), Рюгор Йенсен, Блуме Йенсен (Лассе Фосгор 86'), Кьер 64′ (Кристоффер Ларсен 81'). · Тренер: Давид Нильсен |                                |           |          |                                                                          |

| 3 августа 2017 года 3 кв. раунд. Ответный матч | Люнгбю     | 1:3 (1:2) | Краснодар                                    | Конгенс-Люнгбю                                                          |
| 20:45 MSK | Йенсен 28′ | отчёт     | 9′ Перейра · 22′ Перейра · 89′ (пен.) Мамаев | Стадион: Люнгбю · Зрителей: 2000 · Судья: Себастьян Колцеску ( Румыния) |
| Люнгбю: Андерсен, О. Йенсен, Гульдборг Кристенсен, Серенсен (Шиембе 81'), Лумб, Эрнсков, Кристьянсен, Блуме (К. Ларсен 59'), М. Йенсен 28′ 44' (Оджо 72'), Бойсен, Кьер 7'. · Тренер: Давид Нильсен · Краснодар: Синицын, Рамирес, Мартынович, Гранквист , Ристич, Шишкин (Газинский 65'), Каборе, Перейра 9′ 22′ (Жигулёв 80'), Мамаев 89′, Классон, Вандерсон Масиэл (Сулейманов 87'). · Тренер: Игорь Шалимов |            |           |                                              |                                                                         |

Раунд плей-офф
| 17 августа 2017 года Раунд плей-офф Первый матч | Краснодар                               | 3:2 (1:0) | Црвена Звезда         | Краснодар                                                                |
| 20:00 MSK | Игнатьев 20′ · Классон 46′ · Петров 66′ | отчёт     | 57′ Срнич · 71′ Пешич | Стадион: Краснодар · Зрителей: 24587 · Судья: Гедиминас Мажейка ( Литва) |
| Краснодар: Синицын, Петров 66′, Мартынович, Гранквист , Рамирес 29', Газинский, Ристич 88', Мамаев (Жигулёв 70'), Классон 46′ (Сулейманов 78' 90+2'), Вандерсон Масиэл, Игнатьев 20′ (Смолов 66' 77'). · Тренер: Игорь Шалимов · Црвена Звезда: Борян, Стойкович, Бабич (Пешич 70' 71′), Савич 77', Анджелкович (Гобелич 78'), Ле Таллек 55', Дональд, Срнич 57′, Канга, Радоньич (Милич 66'), Боакье. · Тренер: Владан Милоевич |                                         |           |                       |                                                                          |

| 24 августа 2017 года Раунд плей-офф Ответный матч | Црвена Звезда           | 2:1 (1:0) | Краснодар            | Белград                                                                   |
| 22:00 MSK | Радоньич 7′ · Канга 46′ | отчёт     | 82′ (пен.) Гранквист | Стадион: Райко Митич · Зрителей: 50719 · Судья: Тобиас Штилер ( Германия) |
| Црвена Звезда: Борян 83', Стойкович 90+3', Фримпонг, Савич 90+3', Родич (Гобелич 51'), Милич (Рачич 70'), Канга 46′ 47', Дональд 41', Срнич, Радоньич 7′ 8' (Пешич 77'), Боакье 90+5'. · Тренер: Владан Милоевич · Краснодар: Синицын, Петров, Мартынович, Гранквист 82′ 90', Рамирес 57', Классон, Каборе 12' (Жигулёв 46'), Газинский, Мамаев (Перейра 59'), Вандерсон Масиэл, Смолов (Иван 65'). · Тренер: Игорь Шалимов |                         |           |                      |                                                                           |

Снова заняв 4 место в чемпионате России 2017/18, клуб в 5-й раз в своей истории получил право выступать в Лиге Европы сезона 2018/19, но, благодаря повышению рейтинга УЕФА у российского первенства, «Краснодар» стартовал сразу с группового раунда. Жеребьёвка прошла 31 августа 2018, по её результатам в соперники Краснодару достались: испанская «Севилья», бельгийский «Стандард» и турецкий «Акхисар». В групповом турнире команда набрала 12 очков, столько же, сколько и «Севилья», но уступила ей первое место по разнице мячей в личных встречах (2:4). В 1/16 финала команда прошла леверкузенский «Байер», оба раза сыграв вничью — 0:0 и 1:1. Краснодарцы вышли дальше благодаря гостевому голу Сулейманова со штрафного. В 1/8 финала кубанцы сыграли с «Валенсией», которой уступили с общим счётом 2:3 и завершили участие в турнире.
Групповой этап
| 20 сентября 2018 года Группа J | Акхисар Беледиеспор | 0:1 (0:1) | Краснодар   | Акхисар                                                                             |
| 19:55 MSK |                     | отчёт     | 26′ Классон | Стадион: Спор Тото Акхисар · Зрителей: 6 555 · Судья: Вилле Невалайнен ( Финляндия) |
| Акхисар Беледиеспор: Озтюрк, Юмлу, Османпаша , Келеш (Айик 80'), Вршаевич, Сиссоко, Сержиньо, Жозуэ (Кыса 60'), Вурал, Регаттен (Ману 60'), Селезнёв 11'. · Главный тренер: Джем Кавчак · Краснодар: Крицюк, Мартынович 81', Спаич, Рамирес, Стоцкий, Газинский, Мамаев (Перейра 69'), Каборе 37', Классон 26′, Вандерсон Масиэл (Куэва 79'), Ари (Петров 84'). · Главный тренер: Олег Фоменко |                     |           |             |                                                                                     |

| 4 октября 2018 года Группа J | Краснодар                    | 2:1 (0:1) | Севилья           | Краснодар                                                                     |
| 20:55 MSK | Перейра 72′ · Окриашвили 88′ | отчёт     | 43′ (авт.) Каборе | Стадион: Краснодар · Зрителей: 31 346 · Судья: Мартин Стрёмбергссон ( Швеция) |
| Краснодар: Крицюк, Мартынович , Спаич, Рамирес, Петров, Каборе 43′ (авт.) (Перейра 69' 72′), Мамаев (Сулейманов 73'), Газинский, Классон, Вандерсон Масиэл (Окриашвили 84' 88′), Куэва. · Главный тренер: Олег Фоменко. · Севилья: Вацлик, Гомес, Кьер, Гнаньон, Меса, Нолито (Ф. Васкес 76'), Банега, Арана, Навас , Муриэль (Силва 61'), Промес (Бен Йеддер 76'). · Главный тренер: Пабло Мачин |                              |           |                   |                                                                               |

| 25 октября 2018 года Группа J | Стандард                | 2:1 (0:1) | Краснодар | Льеж                                                                   |
| 22:00 MSK | Эмон 47′ · Лайфис 90+3′ | отчёт     | 39′ Ари   | Стадион: Морис Дюфран · Зрителей: 8 393 · Судья: Марко Гвида ( Италия) |
| Стандард: Очоа, Луиндама, Лайфис 50' 90+3′, Фай (Лестьенн 78'), Каванда, Уче (Дженепо 46'), Цимирот, Поконьоли , Карсела-Гонсалес, Марин, Эмон 47′ (Бастьен 84'). · Главный тренер: Мишель Прюдомм. · Краснодар: Синицын, Мартынович , Спаич, Рамирес, Петров, Газинский 90+5', Перейра (Куэва 76'), Каборе, Классон, Вандерсон Масиэл (Сулейманов 80'), Ари 39′ (Игнатьев 76'). · Главный тренер: Олег Фоменко. |                         |           |           |                                                                        |

| 8 ноября 2018 года Группа J | Краснодар                      | 2:1 (0:1) | Стандард             | Краснодар                                                                              |
| 20:55 MSK | Сулейманов 79′ · Вандерсон 82′ | отчёт     | 19′ Карсела-Гонсалес | Стадион: Краснодар · Зрителей: 21 526 · Судья: Александр Ставрев ( Северная Македония) |
| Краснодар: Сафонов, Петров, Мартынович 14', Спаич, Стоцкий, Вандерсон Масиэл 82′ 82', Каборе 72' (Сулейманов 73' 79′), Газинский 72', Куэва (Перейра 45' 57' ), Классон (Игнатьев 65'), Ари. · Главный тренер: Олег Фоменко. · Стандард: Очоа, Фай, Ванхесден, Луиндама, Лайфис, Лестьенн (Бастьен 83'), Марин (Са 88'), Цимирот, Эмон 90+4', Дженепо (Мпоку 88'), Карсела-Гонсалес 19′. · Главный тренер: Мишель Прюдомм. |                                |           |                      |                                                                                        |

| 29 ноября 2018 года Группа J | Краснодар               | 2:1 (0:1) | Акхисар Беледиеспор | Краснодар                                                                 |
| 20:55 MSK | Газинский 49′ · Ари 57′ | отчёт     | 24′ Сержиньо        | Стадион: Краснодар · Зрителей: 11 008 · Судья: Ивайло Стоянов ( Болгария) |
| Краснодар: Сафонов, Петров, Мартынович , Спаич, Рамирес, Вандерсон Масиэл, Каборе, Газинский 49′, Куэва (Сулейманов 70'), Стоцкий 19' (Игнатьев 45'), Ари 36' 57′. · Главный тренер: Олег Фоменко. · Акхисар Беледиеспор: Лукач, Вршаевич, Лопеш, Сиссоко 40', Османпаша , Вурал 90', Чевикер (Атасевен 72'), Сержиньо 24′ 67' (Келеш 84'), Барбоза, Регаттен, Ману (Айик 42').. · Главный тренер: Джихат Арслан. |                         |           |                     |                                                                           |

| 13 декабря 2018 года Группа J | Севилья                                | 3:0 (2:0) | Краснодар | Севилья                                                                               |
| 20:55 MSK | Бен Йеддер 5′, 10′ · Банега 49′ (пен.) | отчёт     |           | Стадион: Рамон Санчес Писхуан · Зрителей: 43 883 · Судья: Даниель Стефански ( Польша) |
| Севилья: Вацлик, Гомес, Каррису , Меркадо, Меса, Банега 49′ 65' (Амаду 70'), Васкес, Эскудеро, Промес 40', Бен Йеддер 5′, 10′ (Навас 72'), Силва (Муриэль 77'). · Главный тренер: Пабло Мачин. · Краснодар: Крицюк, Фьолусон, Мартынович , Рамирес 40' 48' , Петров, Газинский 14', Каборе, Перейра (Стоцкий 51'), Классон, Вандерсон Масиэл (Шишкин 77'), Игнатьев (Куэва 61'). · Главный тренер: Олег Фоменко. |                                        |           |           |                                                                                       |

1/16 финала
| 14 февраля 2019 года 1/16 финала | Краснодар | 0:0   | Байер 04 | Краснодар                                                             |
| 20:55 MSK |           | отчёт |          | Стадион: Краснодар · Зрителей: 34 827 · Судья: Давиде Масса ( Италия) |
| Краснодар: Крицюк, Петров, Мартынович , Спаич, Стоцкий, Каборе, Вандерсон Масиэл, Олссон (Сулейманов 70' 79'), Перейра 74' (Голубев 80'), Классон, Игнатьев. · Главный тренер: Олег Фоменко. · Байер 04: Градецкий, Вайзер, Та, Свен Бендер (Драгович 83'), Венделл, Хаверц, Арангис, Брандт, Беллараби, Фолланд , Бэйли (Аларио 80'). · Главный тренер: Петер Бос. |           |       |          |                                                                       |

| 21 февраля 2019 года 1/16 финала | Байер 04    | 1:1 (0:0) | Краснодар      | Леверкузен                                                                |
| 23:00 MSK | Арангис 87′ | отчёт     | 84′ Сулейманов | Стадион: Бай-Арена · Зрителей: 30 210 · Судья: Гедиминас Мажейка ( Литва) |
| Байер 04: Градецкий, Вайзер, Та, Драгович 42' (Телин 86'), Венделл, Арангис 87′, Брандт, Хаверц (Баумгартлингер 66'), Фолланд , Аларио, Бэйли. · Главный тренер: Петер Бос. · Краснодар: Сафонов, Петров, Мартынович , Спаич, Рамирес, Каборе, Олссон 37' (Газинский 66'), Перейра 81', Вандерсон Масиэл, Игнатьев (Сулейманов 70' 84′), Классон (Стоцкий 77' 90+3'). · Главный тренер: Олег Фоменко. |             |           |                |                                                                           |

1/8 финала
| 7 марта 2019 года 1/8 финала | Валенсия         | 2:1 (2:0) | Краснодар   | Валенсия                                                                 |
| 23:00 MSK | Родриго 12′, 24′ | отчёт     | 63′ Классон | Стадион: Месталья · Зрителей: 36 274 · Судья: Орель Гринфельд ( Израиль) |
| Валенсия: Нето, Пиччини, Паулиста, Диакаби, Лато, Солер, Коклен 81', Парехо 55', Гедеш (Черышев 70'), Гамейро (Собрино 78'), Родриго 12′, 24′ (Мина 62'). · Главный тренер: Марселино. · Краснодар: Сафонов, Петров (Ари 75'), Мартынович 72', Спаич, Рамирес, Вандерсон Масиэл (Сулейманов 80'), Газинский (Голубев 89'), Каборе 20', Олссон 81', Стоцкий (Ари 55'), Классон 45' 63′). · Главный тренер: Олег Фоменко. |                  |           |             |                                                                          |

| 14 марта 2019 года 1/8 финала | Краснодар      | 1:1 (0:0) | Валенсия    | Краснодар                                                              |
| 20:55 MSK | Сулейманов 85′ | отчёт     | 90+3′ Гедеш | Стадион: Краснодар · Зрителей: 35 074 · Судья: Энтони Тейлор ( Англия) |
| Краснодар: Сафонов, Петров (Сулейманов 75' 85′), Фьолусон, Спаич, Рамирес, Олссон, Газинский 78', Перейра 30' (Таранов 90+1'), Вандерсон Масиэл, Ари (Стоцкий 30'), Классон. · Главный тренер: Олег Фоменко. · Валенсия: Нето, Васс, Паулиста, Диакаби, Гайя , Солер 75' (Гамейро 88'), Кондогбья 15', Коклен, Черышев, Мина (Гедеш 70' 90+3′), Собрино (Родриго 57'). · Главный тренер: Марселино. |                |           |             |                                                                        |

## Сезон 2019/2020. Дебют в Лиге чемпионов, Лига Европы УЕФА
Заняв 3-е место в чемпионате России 2018/19, клуб впервые в своей истории получил право выступать в Лига чемпионов УЕФА, начав сезон с 3-го квалификационного раунда, где их соперником стал португальский «Порту». В первом матче 7 августа «Краснодар» уступил «Порту» на своем стадионе 0:1, однако через неделю на выезде «быкам» удалось победить со счетом 3:2 и по правилу выездного гола пройти в раунд плей-офф. В раунде плей-офф в соперники «Краснодару» достался греческий «Олимпиакос». В первом матче в Греции «Краснодар» пропустил четыре безответных мяча. В домашнем поединке краснодарцы смогли первыми забить гол уже на 10-й минуте матча, однако быстро пропустили ответный гол и в итоге снова проиграли (1:2), завершив таким образом своё выступление в Лиге чемпионов. На групповом этапе Лиги Европы, где «Краснодар» продолжил выступление в евросезоне 2019/20 после вылета из Лиги чемпионов, команда одержала три победы и трижды потерпела поражение. С таким результатом «Краснодар» занял третье место в группе, не выйдя в весеннюю часть турнира.
Третий квалификационный раунд  Лиги чемпионов
| 7 августа 2019 года | Краснодар | 0:1 (0:0) | Порту        | Краснодар                                                                |
| 20:00 MSK |           | отчёт     | 89′ Оливейра | Стадион: Краснодар · Зрителей: 35 059 · Судья: Тобиас Штилер ( Германия) |
| Краснодар: Сафонов, Мартынович , Спаич, Рамирес, Петров, Кабелля, Вильена, Камболов 28' (Фьолусон 72'), Намли (Сулейманов 66'), Вандерсон Масиэл, Берг (Ари 62'). · Главный тренер: Сергей Матвеев · Порту: Марчесин, Маркано, Пепе, Теллес, Манафа, Д. Перейра 39', Оливейра 89′, Баро 50' (Диас 55'), Корона 64' (Отавио 85'), Марега, Соарес (Зе Луиш 74'). · Главный тренер: Сержиу Консейсау |           |           |              |                                                                          |

| 13 августа 2019 года | Порту                  | 2:3 (0:3) | Краснодар                        | Порту                                                             |
| | Зе Луиш 57′ · Диас 76′ | отчёт     | 3′ Вильена · 13′, 34′ Сулейманов | Стадион: Драгау · Зрителей: 48 520 · Судья: Марко Гвида ( Италия) |
| Порту: Марчесин, Пепе, Маркано, Диас 76′, Накадзима, Марега 53', Теллес, Корона (Абубакр 86'), Данилу , Саравия (Зе Луиш 37' 57′ 90+5'), Оливейра (Урибе 49' 61'). · Главный тренер: Сержиу Консейсау · Краснодар: Сафонов, Мартынович , Спайич 90+5', Рамирес, Кабелла (Стоцкий 80' 82'), Вандерсон, Берг (Игнатьев 73'), Вильена 3′ 45', Камболов 39', Сулейманов 13′, 34′ (Фьоулусон 65'), Петров. · Главный тренер: Сергей Матвеев |                        |           |                                  |                                                                   |

Раунд плей-офф Лиги чемпионов
| 21 августа 2019 года | Олимпиакос                                       | 4:0 (1:0) | Краснодар | Пирей                                                                                |
| 22:00 MSK | Герреро 30′ · Ранджелович 78′, 85′ · Поденсе 89′ | отчёт     |           | Стадион: Караискакис · Зрителей: 29 132 · Судья: Карлос дель Серро Гранде ( Испания) |
| Олимпиакос: Са, Семеду, Мерья, Цимикас, Элабделлауи , Бухалакис, Гильерме, Вальбуэна (Камара 87'), Поденсе 89′ (Торосидис 90+2' 78'), Масурас (Ранджелович 75' 78′, 85′ 86'), Герреро 30′. · Главный тренер: Педру Мартинш · Краснодар: Сафонов, Фьолусон, Спаич, Рамирес, Петров, Камболов, Кабелла (Олссон 25'), Вильена, Намли (Сулейманов 58'), Вандерсон Масиэл, Берг (Игнатьев 69'). · Главный тренер: Сергей Матвеев |                                                  |           |           |                                                                                      |

| 27 августа 2019 года | Краснодар | 1:2 (1:1) | Олимпиакос         | Краснодар                                                                |
| MSK | Уткин 10′ | отчёт     | 11′, 48′ Эль-Араби | Стадион: Краснодар · Зрителей: 34 627 · Судья: Дамир Скомина ( Словения) |
| Краснодар: Крицюк, Фьолусон, Спаич 76', Стоцкий 25', Петров (Скопинцев 56'), Вильена, Уткин 10′ (Игнатьев 67'), Олссон 75', Вандерсон Масиэл, Сулейманов (Намли 32' 70'), Берг. · Главный тренер: Сергей Матвеев · Олимпиакос: Са, Семеду (Сиссе 65'), Мерья, Цимикас, Элабделлауи , Бухалакис, Гильерме, Вальбуэна, Поденсе (Камара 83'), Масурас, Эль-Араби 11′, 48′ (Судани 73'). · Главный тренер: Педру Мартинш |           |           |                    |                                                                          |

Групповой этап Лиги Европы
| 19 сентября 2019 года Группа C | Базель                                                     | 5:0 (2:0) | Краснодар | Базель                                                                               |
| 19:55 MSK | Буа 9′, 40′ · Дзуффи 52′ · Вильена 55′ (авт.) · Окафор 79′ | отчёт     |           | Стадион: Санкт-Якоб Парк · Зрителей: 25 000 · Судья: Маттиас Гестраниус ( Финляндия) |
| Базель: Омлин, Кюмарт, Альдерете, Петретта, Видмер, Т. Джака, Дзуффи 52′ (Кампо 81'), Фрай, Буа 9′, 40′, Штокер 51' (Окафор 58' 79′), Кабрал (Риверос 66'). · Главный тренер: Марсель Коллер · Краснодар: Сафонов, Мартынович 64', Спаич, Рамирес, Петров, Камболов (Уткин 46'), Олссон (Намли 60'), Вильена 55′ (авт.), Вандерсон Масиэл, Сулейманов, Игнатьев (Берг 67'). · Главный тренер: Сергей Матвеев |                                                            |           |           |                                                                                      |

| 3 октября 2019 года Группа C | Краснодар | 1:2 (0:1) | Хетафе          | Краснодар                                                             |
| 20:55 MSK                    | Ари 69′   | отчёт     | 36′, 61′ Анхель | Стадион: Краснодар · Зрителей: 20 035 · Судья: Иван Бебек ( Хорватия) |

| 24 октября 2019 года Группа C | Трабзонспор | 0:2 (0:0) | Краснодар                | Трабзон                                                                    |
| 20:55 MSK                     |             | отчёт     | 49′ Берг · 90+2′ Вильена | Стадион: Шенол Гюнеш · Зрителей: 26 405 · Судья: Харальд Лехнер ( Австрия) |

| 7 ноября 2019 года Группа C | Краснодар                                          | 3:1 (2:0) | Трабзонспор    | Краснодар                                                              |
| 20:55 MSK                   | Серкан 27′ (авт.) · Фернандеш 34′ · Игнатьев 90+3′ | отчёт     | 90+4′ Нвакаэме | Стадион: Краснодар · Зрителей: 21669 · Судья: Бенуа Бастьен ( Франция) |

| 28 ноября 2019 года Группа C | Краснодар      | 1:0 (0:0) | Базель | Краснодар                                                               |
| 18:50 MSK                    | Ари 72′ (пен.) | отчёт     |        | Стадион: Краснодар · Зрителей: 22826 · Судья: Бобби Мэдден ( Шотландия) |

| 12 декабря 2019 года Группа C | Хетафе                                | 3:0 (0:0) | Краснодар | Хетафе                                                                                   |
| 20:55 MSK                     | Кабрера 76′ · Молина 78′ · Кенеди 86′ | отчёт     |           | Стадион: «Колисеум Альфонсо Перес» · Зрителей: 14500 · Судья: Даниэль Зиберт ( Германия) |

## Сезон 2020/2021. Дебют в групповой стадии Лиги чемпионов УЕФА
По итогам сезона 2019/2020 «Краснодар» вновь занял 3-е место в чемпионате России, что дало им путёвку в раунд плэй-офф Лиги Чемпионов УЕФА на сезон 2020/2021. В этом раунде в соперники «быкам» достался греческий ПАОК из Салоников. Российская команда оба раза обыграла греков со счётом 2:1 и впервые вышла в групповой этап самого престижного европейского клубного турнира. Таким образом впервые в российской истории страну представляли три клуба на групповом этапе Лиги чемпионов.
При жеребьёвке группового раунда краснодарцы были посеяны в третьей корзине и получили в соперники по группе лондонский «Челси», испанскую «Севилью» и французский «Ренн». В первых 4-х турах «Краснодар» набрал одно очко, сыграв в 1-м туре вничью с «Ренном» во Франции (1:1), а затем уступив на своём поле «Челси» (0:4) и дважды проиграв «Севилье», и потерял после этого шансы выйти в плей-офф Лиги чемпионов. Благодаря победе в домашней игре с «Ренном» в 5-м туре команда гарантировала себе третье место в группе и участие в 1/16 плей-офф Лиги Европы весной 2021 года. В заключительном матче группового этапа Лиги чемпионов «Краснодар» сыграл вничью с «Челси» на «Стэмфорд Бридж» (1:1).
В феврале 2021 года в 1/16 плей-офф Лиги Европы уступил «Динамо» из Загреба, потерпев два поражения — в домашнем матче (2:3) и в выездном (0:1).
Раунд плей-офф Лиги чемпионов
| 22 сентября 2020 года | Краснодар                        | 2:1 (1:1) | ПАОК       | Краснодар                                            |
| 22:00 MSK | Классон 39′ (пен.) · Кабелла 70′ | отчёт     | 32′ Пелкас | Стадион: Краснодар · Судья: Клеман Тюрпен ( Франция) |
| Краснодар: Сафонов, Сорокин, Кайо, Рамирес, Петров, Вильена, Кабелла (Уткин 81'), Олссон, Классон, Вандесон Масиэл (Сулейманов 86'), Берг. Главный тренер: Мурад Мусаев. ПАОК: Ж. Живкович, Ингасон, Варела, Михаилидис, Креспо, Эль-Каддури, Шваб, Яннулис, А. Живкович, Пелкас (Бисевар 79'), Тзолис (Свидерский 84'). Главный тренер: Абел Феррейра. |                                  |           |            |                                                      |

| 30 сентября 2020 года | ПАОК            | 1:2 (0:0) | Краснодар                           | Салоники                                         |
| MSK | Эль-Каддури 77′ | отчёт     | 73′ (авт.) Михаилидис · 78′ Кабелла | Стадион: Тумба · Судья: Даниэле Орсато ( Италия) |
| ПАОК: Ж. Живкович, Ингасон, Варела (Свидерский 76'), Михаилидис, Эль-Каддури, Шваб, Яннулис, Креспо (Ваге 59'), Пелкас (Чолак 59'), Тзолис, А. Живкович. Главный тренер: Абел Феррейра. Краснодар: Сафонов, Мартынович, Кайо, Рамирес, Петров , Газинский (Камболов 83'), Вильена, Уткин (Смольников 58'), Кабелла (Сулейманов 85'), Классон, Берг. Главный тренер: Мурад Мусаев. |                 |           |                                     |                                                  |

Групповой этап Лиги чемпионов
| 20 октября 2020 года Группа E | Ренн               | 1:1 (0:0) | Краснодар   | Рен                                                                              |
| 22:00 MSK | Гирасси 56′ (пен.) | отчёт     | 59′ Рамирес | Стадион: Роазон Парк · Зрителей: 4 973 · Судья: Анастасиос Сидиропулос ( Греция) |
| Ренн: Гомис, Да Силва , Агерд, Далберт (Трюффер 81'), А. Траоре 44', Камавинга 63' (Юну 81'), Буриго (Тэ 69' 85'), Н'Зонзи, Террье, Дель Кастильо (Доку 62'), Гирасси 56′. · Главный тренер: Жюльен Стефан. · Краснодар: Сафонов, Сорокин, Кайо, Чернов, Петров (Сулейманов 73'), Олссон 15', Уткин (Газинский 72'), Вильена, Рамирес 59′ 90+2', Смольников, Берг . · Главный тренер: Мурад Мусаев. |                    |           |             |                                                                                  |

| 28 октября 2020 года Группа E | Краснодар | 0:4 (0:1) | Челси                                                        | Краснодар                                                              |
| 20:55 MSK |           | отчёт     | 37′ Хадсон-Одои · 76′ (пен.) Вернер · 79′ Зиеш · 90′ Пулишич | Стадион: Краснодар · Зрителей: 10 544 · Судья: Али Палабыйык ( Турция) |
| Краснодар: Сафонов, Мартынович 75', Кайо, Чернов, Смольников, Газинский, Уткин (Сулейманов 74'), Вильена, Рамирес, Олссон 22' (Сперцян 82'), Берг (Сабуа 87'). · Главный тренер: Мурад Мусаев. · Челси: Менди, Рюдигер, Зума, Чилуэлл (Эмерсон 81'), Аспиликуэта , Жоржиньо (Канте 71'), Ковачич (Маунт 71'), Хаверц, Зиеш 79′ (Абрахам 81'), Хадсон-Одои 37′ (Пулишич 71' 90′), Вернер 76′. · Главный тренер: Фрэнк Лэмпард. |           |           |                                                              |                                                                        |

| 4 ноября 2020 года Группа E | Севилья                          | 3:2 (1:2) | Краснодар                        | Севилья                                                                        |
| 23:00 MSK | Ракитич 42′ · Эн-Несири 69′, 72′ | отчёт     | 17′ Сулейманов · 21′ (пен.) Берг | Стадион: Рамон Санчес Писхуан · Зрителей: нет · Судья: Феликс Брых ( Германия) |
| Севилья: Вацлик, Кунде 16' (О. Родригес 34' 49'), Диего Карлос, Эскудеро (Акунья 34'), Х. Навас 45+5', Гудель, Жордан (Эн-Несири 60' 69′, 72′), Ракитич 42′, Мунир (Режес 60'), Окампос, де Йонг (Рекик 83'). · Главный тренер: Юлен Лопетеги. · Краснодар: Сафонов, Мартынович , Кайо 59', Чернов, Рамирес (Сорокин 46'), Газинский, Уткин (Вандерсон Масиэл 75'), Олссон, Сабуа (Сперцян 34' 51' (Классон 65')), Сулейманов 17′, Берг 21′ 90'. · Главный тренер: Мурад Мусаев. |                                  |           |                                  |                                                                                |

| 24 ноября 2020 года Группа E | Краснодар            | 1:2 (0:1) | Севилья                  | Краснодар                                                            |
| 20:55 MSK | Вандерсон Масиэл 56′ | отчёт     | 4′ Ракитич · 90+5′ Мунир | Стадион: Краснодар · Зрителей: 10 554 · Судья: Марко Гвида ( Италия) |
| Краснодар: Городов, Мартынович , Кайо, Рамирес, Смольников, Кабелла (Уткин 85'), Газинский, Олссон (Вильена 67'), Классон (Чернов 84'), Сулейманов 19' (Вандерсон Масиэл 46' 56′), Берг (Ари 67). · Главный тренер: Мурад Мусаев. · Севилья: Вацлик, Гудель, Диего Карлос, Эскудеро (Рекик 61'), Кунде, Режес, Ракитич 4′ (О. Торрес 61'), О. Родригес (Жордан 53' 58'), Окампос (Идрисси 72'), Мунир 90+5′, де Йонг (Эн-Несири 72'). · Главный тренер: Юлен Лопетеги. |                      |           |                          |                                                                      |

| 2 декабря 2020 года Группа E | Краснодар | 1:0 (0:0) | Ренн | Краснодар                                                               |
| 20:55 MSK | Берг 71′  | отчёт     |      | Стадион: Краснодар · Зрителей: 8 747 · Судья: Вилли Коллам ( Шотландия) |
| Краснодар: Сафонов, Мартынович , Кайо, Рамирес 23', Смольников, Газинский (Камболов 87'), Кабелла, Вилена, Классон, Вандерсон Масиэл 28' (Сулейманов 66'), Берг 71′ (Ари 90+1'). · Главный тренер: Мурад Мусаев. · Ренн: Сален, Да Силва , Ньямси, Трюффер, А. Траоре, Н'Зонзи 22', Камавинга (Тэ 82'), Леа Силики 53' (Гренье 65'), Буриго (Гбохо 73'), Доку, Юну (Ньянг 65'). · Главный тренер: Жюльен Стефан. |           |           |      |                                                                         |

| 8 декабря 2020 года Группа E | Челси               | 1:1 (1:1) | Краснодар   | Лондон                                                                     |
| 23:00 MSK | Жоржиньо 28′ (пен.) | отчёт     | 24′ Кабелла | Стадион: Стэмфорд Бридж · Зрителей: 2 000 · Судья: Павел Краловец ( Чехия) |
| Челси: Кепа, Рюдигер, Кристенсен, Аспиликуэта 82', Жоржиньо 28′ (пен.), Ковачич (Канте 74'), Хаверц (Вернер 74'), Эмерсон, Гилмор, Анджорин (Жиру 80'), Абрахам. · Главный тренер: Фрэнк Лэмпард. · Краснодар: Городов, Мартынович , Кайо (Сорокин 74'), Рамирес, Смольников, Кабелла 24′ (Чернов 80'), Олссон (Камболов 80'), Вилена, Классон, Вандерсон Масиэл (Сулейманов 80'), Берг (Марков 90'). · Главный тренер: Мурад Мусаев. |                     |           |             |                                                                            |

1/16 финала Лиги Европы
| 18 февраля 2021 года 1/16 финала | Краснодар              | 2:3 (1:1) | Динамо (Загреб)                  | Краснодар                                                                  |
| 20:55 MSK | Берг 28′ · Классон 69′ | отчёт     | 15′, 54′ Петкович · 75′ Атьемвен | Стадион: Краснодар · Зрителей: 9 897 · Судья: Бартош Франковский ( Польша) |
| Краснодар: Городов, Мартынович , Кайо, Чернов (Ионов 80'), Смольников, Кабелла, Олссон (Газинский 62'), Вилена, Классон 69′ , Сулейманов (Вандерсон Масиэл 46'), Берг 28′. · Главный тренер: Мурад Мусаев. · Динамо (Загреб): Ливакович, Лауритсен, Теофиль-Катрин, Гвардиол, Ристовский, Адеми , Майер (Атьемвен 63' 75′), Якич, Иванушец (Франьич 78' 90'), Оршич (Мишич 90+4'), Петкович 15′, 54′. · Главный тренер: Зоран Мамич. |                        |           |                                  |                                                                            |

| 25 февраля 2021 года 1/16 финала | Динамо (Загреб) | 1:0 (1:0) | Краснодар | Загреб                                                |
| 23:00 MSK | Оршич 31′       | отчёт     |           | Стадион: Максимир · Судья: Халил Умут Мелер ( Турция) |
| Динамо (Загреб): Ливакович, Лауритсен, Теофиль-Катрин, Гвардиол, Ристовский, Адеми , Майер 60'(Мишич 69'), Якич, Иванушец (Атьемвен 83'), Оршич 31′, Петкович (Гавранович 87'). · Главный тренер: Зоран Мамич. · Краснодар: Агкацев, Мартынович , Кайо, Чернов, Смольников (Сулейманов 70'), Газинский (Ари 70'), Кабелла, Вилена 42'(Олссон 60'), Классон, Ионов, Вандерсон Масиэл. · Главный тренер: Мурад Мусаев. |                 |           |           |                                                       |

## Результаты
По состоянию на 25 февраля 2021 года:
| Сезон   | Соревнование        | Раунд                      | Страна      | Клуб                          | Домашний матч | Матч в гостях | Общий счёт |
| ------- | ------------------- | -------------------------- | ----------- | ----------------------------- | ------------- | ------------- | ---------- |
| 2014/15 | Лига Европы УЕФА    | 2-й квалификационный раунд | Эстония     | Калев (Силламяэ)              | 5:0           | 4:0           | 9:0        |
| 2014/15 | Лига Европы УЕФА    | 3-й квалификационный раунд | Венгрия     | Диошдьёр (Мишкольц)           | 3:0           | 5:1           | 8:1        |
| 2014/15 | Лига Европы УЕФА    | Раунд плей-офф             | Испания     | Реал Сосьедад (Сан-Себастьян) | 3:0           | 0:1           | 3:1        |
| 2014/15 | Лига Европы УЕФА    | Групповой раунд            | Франция     | Лилль                         | 1:1           | 1:1           | 2:2        |
| 2014/15 | Лига Европы УЕФА    | Групповой раунд            | Англия      | Эвертон (Ливерпуль)           | 1:1           | 1:0           | 2:1        |
| 2014/15 | Лига Европы УЕФА    | Групповой раунд            | Германия    | Вольфсбург                    | 2:4           | 1:5           | 3:9        |
| 2015/16 | Лига Европы УЕФА    | 3-й квалификационный раунд | Словакия    | Слован (Братислава)           | 2:0           | 3:3           | 5:3        |
| 2015/16 | Лига Европы УЕФА    | Раунд плей-офф             | Финляндия   | ХИК (Хельсинки)               | 5:1           | 0:0           | 5:1        |
| 2015/16 | Лига Европы УЕФА    | Групповой раунд            | Германия    | Боруссия (Дортмунд)           | 1:0           | 1:2           | 2:2        |
| 2015/16 | Лига Европы УЕФА    | Групповой раунд            | Греция      | ПАОК (Салоники)               | 2:1           | 0:0           | 2:1        |
| 2015/16 | Лига Европы УЕФА    | Групповой раунд            | Азербайджан | Габала                        | 2:1           | 3:0           | 5:1        |
| 2015/16 | Лига Европы УЕФА    | 1/16 финала                | Чехия       | Спарта (Прага)                | 0:3           | 0:1           | 0:4        |
| 2016/17 | Лига Европы УЕФА    | 3-й квалификационный раунд | Мальта      | Биркиркара                    | 3:1           | 3:0           | 6:1        |
| 2016/17 | Лига Европы УЕФА    | Раунд плей-офф             | Албания     | Партизани (Тирана)            | 4:0           | 0:0           | 4:0        |
| 2016/17 | Лига Европы УЕФА    | Групповой раунд            | Австрия     | Зальцбург                     | 1:1           | 1:0           | 2:1        |
| 2016/17 | Лига Европы УЕФА    | Групповой раунд            | Франция     | Ницца                         | 5:2           | 1:2           | 6:4        |
| 2016/17 | Лига Европы УЕФА    | Групповой раунд            | Германия    | Шальке 04 (Гельзенкирхен)     | 0:1           | 0:2           | 0:3        |
| 2016/17 | Лига Европы УЕФА    | 1/16 финала                | Турция      | Фенербахче (Стамбул)          | 1:0           | 1:1           | 2:1        |
| 2016/17 | Лига Европы УЕФА    | 1/8 финала                 | Испания     | Сельта (Виго)                 | 0:2           | 1:2           | 1:4        |
| 2017/18 | Лига Европы УЕФА    | 3-й квалификационный раунд | Дания       | Люнгбю                        | 2:1           | 3:1           | 5:2        |
| 2017/18 | Лига Европы УЕФА    | Раунд плей-офф             | Сербия      | Црвена Звезда (Белград)       | 3:2           | 1:2           | 4:4 (г.в.) |
| 2018/19 | Лига Европы УЕФА    | Групповой раунд            | Турция      | Акхисар Беледиеспор           | 2:1           | 1:0           | 3:1        |
| 2018/19 | Лига Европы УЕФА    | Групповой раунд            | Испания     | Севилья                       | 2:1           | 0:3           | 2:4        |
| 2018/19 | Лига Европы УЕФА    | Групповой раунд            | Бельгия     | Стандард (Льеж)               | 2:1           | 1:2           | 3:3        |
| 2018/19 | Лига Европы УЕФА    | 1/16 финала                | Германия    | Байер 04 (Леверкузен)         | 0:0           | 1:1           | 1:1 (г.в.) |
| 2018/19 | Лига Европы УЕФА    | 1/8 финала                 | Испания     | Валенсия                      | 1:1           | 1:2           | 2:3        |
| 2019/20 | Лига чемпионов УЕФА | 3-й квалификационный раунд | Португалия  | Порту                         | 0:1           | 3:2           | 3:3 (г.в.) |
| 2019/20 | Лига чемпионов УЕФА | Раунд плей-офф             | Греция      | Олимпиакос (Пирей)            | 1:2           | 0:4           | 1:6        |
| 2019/20 | Лига Европы УЕФА    | Групповой раунд            | Швейцария   | Базель                        | 1:0           | 0:5           | 1:5        |
| 2019/20 | Лига Европы УЕФА    | Групповой раунд            | Испания     | Хетафе                        | 1:2           | 0:3           | 1:5        |
| 2019/20 | Лига Европы УЕФА    | Групповой раунд            | Турция      | Трабзонспор                   | 3:1           | 2:0           | 5:1        |
| 2020/21 | Лига чемпионов УЕФА | Раунд плей-офф             | Греция      | ПАОК (Салоники)               | 2:1           | 2:1           | 4:2        |
| 2020/21 | Лига чемпионов УЕФА | Групповой раунд            | Испания     | Севилья                       | 1:2           | 2:3           | 3:5        |
| 2020/21 | Лига чемпионов УЕФА | Групповой раунд            | Англия      | Челси (Лондон)                | 0:4           | 1:1           | 1:5        |
| 2020/21 | Лига чемпионов УЕФА | Групповой раунд            | Франция     | Ренн                          | 1:0           | 1:1           | 2:1        |
| 2020/21 | Лига Европы УЕФА    | 1/16 финала                | Хорватия    | Динамо (Загреб)               | 2:3           | 0:1           | 2:4        |

## Результаты против клубов разных стран
По состоянию на 25 февраля 2021 года:
| Страна              | М  | В | Н | П | МЗ | МП | РМ  | Сезоны           |
| ------------------- | -- | - | - | - | -- | -- | --- | ---------------- |
| АВСТРИЯ             | 2  | 1 | 1 | 0 | 2  | 1  | +1  |                  |
| Зальцбург           | 2  | 1 | 1 | 0 | 2  | 1  | +1  | 2016/17          |
| АЗЕРБАЙДЖАН         | 2  | 2 | 0 | 0 | 5  | 1  | +4  |                  |
| Габала              | 2  | 2 | 0 | 0 | 5  | 1  | +4  | 2015/16          |
| АЛБАНИЯ             | 2  | 1 | 1 | 0 | 4  | 0  | +4  |                  |
| Партизани           | 2  | 1 | 1 | 0 | 4  | 0  | +4  | 2016/17          |
| АНГЛИЯ              | 4  | 1 | 2 | 1 | 3  | 6  | -4  |                  |
| Челси               | 2  | 0 | 1 | 1 | 1  | 5  | -4  | 2020/21          |
| Эвертон             | 2  | 1 | 1 | 0 | 2  | 1  | +1  | 2014/15          |
| БЕЛЬГИЯ             | 2  | 1 | 0 | 1 | 3  | 3  | 0   |                  |
| Стандард            | 2  | 1 | 0 | 1 | 3  | 3  | 0   | 2018/19          |
| ВЕНГРИЯ             | 2  | 2 | 0 | 0 | 8  | 1  | +7  |                  |
| Диошдьёр            | 2  | 2 | 0 | 0 | 8  | 1  | +7  | 2014/15          |
| ГЕРМАНИЯ            | 8  | 1 | 2 | 5 | 6  | 15 | -9  |                  |
| Байер 04            | 2  | 0 | 2 | 0 | 1  | 1  | 0   | 2018/19          |
| Боруссия (Дортмунд) | 2  | 1 | 0 | 1 | 2  | 2  | 0   | 2015/16          |
| Вольфсбург          | 2  | 0 | 0 | 2 | 3  | 9  | -6  | 2014/15          |
| Шальке 04           | 2  | 0 | 0 | 2 | 0  | 3  | -3  | 2016/17          |
| ГРЕЦИЯ              | 6  | 3 | 1 | 2 | 7  | 9  | -2  |                  |
| Олимпиакос          | 2  | 0 | 0 | 2 | 1  | 6  | -5  | 2019/20          |
| ПАОК                | 4  | 3 | 1 | 0 | 6  | 3  | +3  | 2015/16, 2020/21 |
| ДАНИЯ               | 2  | 2 | 0 | 0 | 5  | 2  | +3  |                  |
| Люнгбю              | 2  | 2 | 0 | 0 | 5  | 2  | +3  | 2017/18          |
| ИСПАНИЯ             | 12 | 2 | 1 | 9 | 12 | 22 | -10 |                  |
| Валенсия            | 2  | 0 | 1 | 1 | 2  | 3  | -1  | 2018/19          |
| Реал Сосьедад       | 2  | 1 | 0 | 1 | 3  | 1  | +2  | 2014/15          |
| Севилья             | 4  | 1 | 0 | 3 | 5  | 9  | -4  | 2018/19, 2020/21 |
| Сельта              | 2  | 0 | 0 | 2 | 1  | 4  | -3  | 2016/17          |
| Хетафе              | 2  | 0 | 0 | 2 | 1  | 5  | -4  | 2019/20          |
| МАЛЬТА              | 2  | 2 | 0 | 0 | 6  | 1  | +5  |                  |
| Биркиркара          | 2  | 2 | 0 | 0 | 6  | 1  | +5  | 2016/17          |
| ПОРТУГАЛИЯ          | 2  | 1 | 0 | 1 | 3  | 3  | 0   |                  |
| Порту               | 2  | 1 | 0 | 1 | 3  | 3  | 0   | 2019/20          |
| СЕРБИЯ              | 2  | 1 | 0 | 1 | 4  | 4  | 0   |                  |
| Црвена Звезда       | 2  | 1 | 0 | 1 | 4  | 4  | 0   | 2017/18          |
| СЛОВАКИЯ            | 2  | 1 | 1 | 0 | 5  | 3  | +2  |                  |
| Слован              | 2  | 1 | 1 | 0 | 5  | 3  | +2  | 2015/16          |
| ТУРЦИЯ              | 6  | 5 | 1 | 0 | 10 | 3  | +7  |                  |
| Акхисар Беледиеспор | 2  | 2 | 0 | 0 | 3  | 1  | +2  | 2018/19          |
| Трабзонспор         | 2  | 2 | 0 | 0 | 5  | 1  | +4  | 2019/20          |
| Фенербахче          | 2  | 1 | 1 | 0 | 2  | 1  | +1  | 2016/17          |
| ФИНЛЯНДИЯ           | 2  | 1 | 1 | 0 | 5  | 1  | +4  |                  |
| ХИК                 | 2  | 1 | 1 | 0 | 5  | 1  | +4  | 2015/16          |
| ФРАНЦИЯ             | 6  | 2 | 3 | 1 | 10 | 7  | +3  |                  |
| Лилль               | 2  | 0 | 2 | 0 | 2  | 2  | 0   | 2014/15          |
| Ницца               | 2  | 1 | 0 | 1 | 6  | 4  | +2  | 2016/17          |
| Ренн                | 2  | 1 | 1 | 0 | 2  | 1  | +1  | 2020/21          |
| ХОРВАТИЯ            | 2  | 0 | 0 | 2 | 2  | 4  | -2  |                  |
| Динамо              | 2  | 0 | 0 | 2 | 2  | 4  | -2  | 2020/21          |
| ЧЕХИЯ               | 2  | 0 | 0 | 2 | 0  | 4  | -4  |                  |
| Спарта              | 2  | 0 | 0 | 2 | 0  | 4  | -4  | 2015/16          |
| ШВЕЙЦАРИЯ           | 2  | 1 | 0 | 1 | 1  | 5  | -4  |                  |
| Базель              | 2  | 1 | 0 | 1 | 1  | 5  | -4  | 2019/20          |
| ЭСТОНИЯ             | 2  | 2 | 0 | 0 | 9  | 0  | +9  |                  |
| Калев               | 2  | 2 | 0 | 0 | 9  | 0  | +9  | 2014/15          |

### Бомбардиры «Краснодара»
По состоянию на 25 февраля 2021 года:
| #     | Футболист               | Период      | Голов |
| ----- | ----------------------- | ----------- | ----- |
| 1     | Ари                     | 2013 — 2021 | 13    |
| 2—3   | Фёдор Смолов            | 2015 — 2018 | 9     |
| 2—3   | Жоаозиньо               | 2011 — 2018 | 9     |
| 4—5   | Вандерсон ду Карму      | 2012 — 2017 | 8     |
| 4—5   | Виктор Классон          | 2017 — 2021 | 8     |
| 6—7   | Павел Мамаев            | 2013 — 2018 | 7     |
| 6—7   | Магомед-Шапи Сулейманов | 2017 — 2021 | 7     |
| 8     | Маурисио Перейра        | 2013 — 2019 | 6     |
| 9     | Рикардо Лаборде         | 2013 — 2018 | 5     |
| 10—11 | Андреас Гранквист       | 2013 — 2018 | 4     |
| 10—11 | Маркус Берг             | 2019 — 2021 | 4     |

## Итоговая статистика
По состоянию на 25 февраля 2021 года:
| Турнир              | Матчи | Победы | Ничьи | Поражения | Забито | Пропущено | Разница мячей |
| ------------------- | ----- | ------ | ----- | --------- | ------ | --------- | ------------- |
| Лига чемпионов УЕФА | 12    | 4      | 2     | 6         | 14     | 22        | -8            |
| Лига Европы УЕФА    | 60    | 28     | 12    | 20        | 96     | 73        | +23           |
| Итого               | 72    | 32     | 14    | 26        | 110    | 95        | +15           |